# Гумпрехт, Отто
Отто Гумпрехт (нем. Otto Gumprecht; 4 апреля 1823, Эрфурт — 6 февраля 1900, Мерано, Княжеский округ Тироль, Австро-Венгрия) — немецкий музыковед и музыкальный критик.

## Биография
Изучал право в Бреслау, Халле и Берлине, защитил диссертацию, однако с 1849 года отказался от карьеры юриста и сосредоточился на музыкальной критике.
В 1850—1870-е годы Гумпрехт, как утверждается, составлял вместе с Рихардом Вюрстом и Густавом Энгелем «большую тройку» берлинских музыкальных критиков. Он посвятил отдельную книгу Рихарду Вагнеру (нем. Richard Wagner und Dessen Bühnenfestspiel, Der Ring des Nibelungen; 1873), писал о влиянии ораторий Генделя на Феликса Мендельсона, различии между церковной и религиозной музыкой и др.
В 1869 году опубликовал сборник «Очерки музыкальных деятелей» (нем. Musikalische Charakterbilder), тремя годами позже — его второй том.
В 1889 году после перенесённого инсульта удалился от дел.